# Karl Venturini
Karl Heinrich Georg Venturini (* 30. Januar 1768 in Braunschweig; † 25. Mai 1849 in Schöppenstedt) war ein deutscher Theologe und sehr produktiver Verfasser theologischer und historischer Werke.

## Leben und Werk

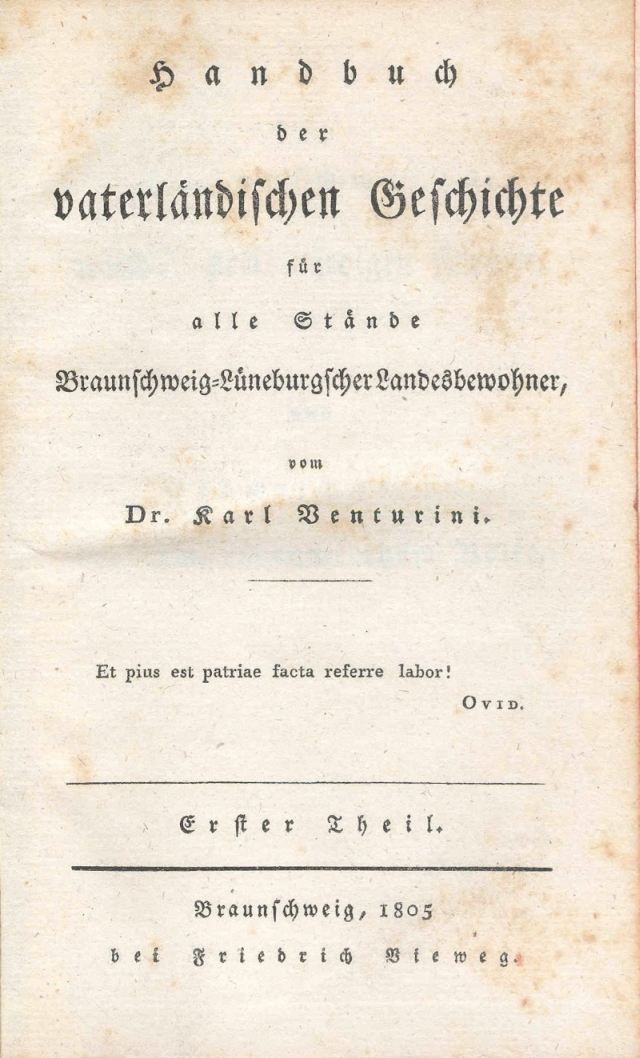
Handbuch der vaterländischen Geschichte für alle Stände Braunschweig-Lüneburgscher Landesbewohner, Erster Theil von 1805

Ehre und Wahrheit für Friedrich Wilhelm den verewigten Herzog von Braunschweig-Lüneburg. Eine aus den besten Quellen geschöpfte biographische Skizze dieses Helden. (von 1816)

Karl Venturinis Familie war väterlicherseits wahrscheinlich italienischer Herkunft. Sein Vater, ebenfalls Karl mit Vornamen (1735–1801), war Kammermusiker am herzoglichen Hofe in Braunschweig. Karls Schwester Caroline Auguste (* 1764; † 1822 oder 1842) war eine bekannte Schriftstellerin des 19. Jahrhunderts.
Ab 1788 studierte Venturini bei Heinrich Philipp Konrad Henke Theologie an der Universität Helmstedt, wo er 1794 auch promoviert wurde. Zwischen 1797 und 1799 unterrichtete Venturini an der Knabenschule seines Schwagers Christoph Johann Rudolph Christiani (1761–1841) in Kopenhagen, dem ersten Ehemann seiner Schwester Caroline. In dieser Zeit trat er erstmals als Verfasser aufklärerischer theologischer Schriften zur Leben-Jesu-Forschung in das Licht der Öffentlichkeit, die seine Thesen allerdings vehement kritisierte.
1807 wurde Venturini auf die Pfarrstelle von Hordorf bei Braunschweig berufen, die er bis 1844 innehatte. Während dieser Zeit verfasste er zahl- und umfangreiche Werke zu theologischen wie auch zu historischen Themen. So galt Venturini als einer der Vertreter des theologischen Rationalismus. Die vom Helmstedter Geschichtsprofessor Gabriel Gottfried Bredow (1773–1814) begonnene „Chronik des 19. Jahrhunderts“ setzte er für die Jahre 1807–1841 fort.
Zu seinen bekanntesten orts- und landeskundlichen Werken gehören das von 1805 bis 1809 erschienene vierbändige Handbuch der vaterländischen Geschichte für alle Stände Braunschweig-Lüneburgscher Landesbewohner sowie Das Herzogthum Braunschweig in seiner gegenwärtigen Beschaffenheit, von 1826, welches 1829 und 1846 Neuauflagen erlebte.
Mit seinem Handbuch der vaterländischen Geschichte für alle Stände Braunschweig-Lüneburgscher Landesbewohner beschritt Venturini vollkommen neue Wege bei der Beschreibung der Geschichte des Herzogtums Braunschweig. Im Geiste der Aufklärung unternahm er es als erster, eine wahrhafte „Volks- und Kulturgeschichte“ zu verfassen, da Landesgeschichte bisher ausschließlich als „Fürstengeschichte“ verstanden und wiedergegeben worden war. Dem „einfachen Volk“ kam dabei lediglich eine Statistenrolle zu; geschildert wurde ansonsten das Leben von Adel, Klerus und Städtern. Ursprünglich hatte Venturini vorgehabt sein Buch „Die Sassen und ihre Nachkommen in den Braunschweig-Lüneburgischen Landen“ zu betiteln, wählte schließlich jedoch den anderen. Das Handbuch gab den Forschungsstand seiner Zeit wieder und war in vieler Hinsicht wegweisend für die sich daran anschließende landesgeschichtliche Literatur.

## Schriften (Auswahl)
- Die Religion der Vernunft und des Herzens Teil 1 und 2, Schubothe, Kopenhagen und Leipzig, 1799 und 1800 OCLC 831405458[4]
- Erich Stenbock und seine Freunde, eine Schwedische Geschichte aus der letzten Hälfte des sechszehnten Jahrhunderts. 1828.
- Der erste große Kampf für Deutschlands Freiheit unter Hermann dem Cherusker. 1821–1822.
- Handbuch der vaterländischen Geschichte für alle Stände Braunschweig-Lüneburgscher Landesbewohner. Braunschweig 1805–1809.
- Hermann der Sassen Herzog, Deutschlands Rächer und Befreyer. Ein Romantisches Bild altdeutscher Freyheit und National-Größe. 1804–1805.
- Das Herzogthum Braunschweig in seiner gegenwärtigen Beschaffenheit. Helmstedt 1826 (Digitalisierte Version der 2. Auflage Helmstedt 1829).
- Jean Cavalier oder Ludwig XIV. im Kampfe mit seinen protestantischen Unterthanen in Languedoc. Eine Geschichte aus den ersten Jahren des achtzehnten Jahrhunderts. 1831.
- Jesus der Auferstandene. 1802.
- Muhammed Abul Casem, der große Prophet von Mekka. Ein Seitenstück zur natürlichen Geschichte des großen Lehrers von Nazareth.Bd. 1-2 Mekka(Kopenhagen)1802-3.2. Aufl. u.d.T.: Der Islam und sein Stifter Abul Casem Muhamed. Mit besonderer Beziehung auf die neuesten Ereignisse in Griechenland, historisch dramatisch dargestellt. 1822.
- Klosterzwang und Klosterflucht  oder Leben des Kapuzinermönchs J. F. Hasse. 1806.
- Scandinavien und Carl XIV. Johann. Nordische Denkwürdigkeiten aus alter und neuer Zeit. Braunschweig 1821.